# Sophus Petersen
Sophus Andreas Petersen, född 6 maj 1873 i Nykøbing på Falster i Danmark, död 17 maj 1952 i Vasa församling i Göteborg, var en dansk-svensk restauratör, främst verksam på Restaurang Lorensberg i Göteborg.

## Biografi
Sophus Petersen började sin restaurangbana som servitör och senare hovmästare på restauranger och hotell i Köpenhamn, Berlin, Paris och London. Efter att ha stigit i graderna och innehaft flera arbetsledande befattningar blev han inspektör på Hotel D’Angleterre i Köpenhamn 1904. 1905 kom han till Göteborg som VD för Göta källare och Grand Hotel Haglund. Från 1910 arrenderade han Lorensbergsparken och Restaurang Lorensberg. I verksamheten ingick även Folkteatern och Lorensbergs Cirkus. 1914 tog han initiativet till uppförandet av Lorensbergsteatern som han till en början också drev själv innan den övertogs av AB Göteborgs teater. Vid Sophus Petersens död övertogs verksamheten i parken och restaurangen av sonen Bengt Petersen fram tills anläggningarna stängdes 1956. 1914 hade Sophus Petersen förvärvat ön Lilla Varholmen i Göteborgs norra skärgård där han bland annat anlade en handelsträdgård. 1951 fick Petersen motta Göteborgs stads förtjänsttecken.
Sophus Petersen gav namn åt restaurang Sofus i hörnet av Lorensbergsgatan–Engelbrektsgatan i Göteborg. Sofus som drevs av hans son Bengt Petersen stängdes för gott den 15 juni 1976. Han har fått en gågata i Göteborg uppkallad efter sig; Sophus Petersens backe Sophus Petersen har även fått ge namn åt en spårvagn i Göteborg.